# 开放网络视频接口论坛
開放網絡視訊介面論壇（英語：Open Network Video Interface Forum，簡稱ONVIF），是一個國際開放的網絡視訊產品標準網絡接口開發論壇，由安訊士、博世和Sony於2008年成立並獲得迅速發展。2008年11月，ONVIF發布了供IP視頻產品使用的標准草案第一版。
ONVIF於 2008 年 11 月 25 日正式註冊為非營利公司。ONVIF 會員資格開放給製造商、軟體開發商、顧問、系統整合商、終端用戶和其他希望參與 ONVIF 活動的利益團體。ONVIF規範旨在實現不同製造商網路視訊產品之間的互通性，致力於標準化實體的 IP 安全產品之間的通訊，以實現不同製造商設備之間的開放互通性。